# Pentamesa sophiae
Pentamesa sophiae là một loài bọ cánh cứng trong họ Chrysomelidae. Loài này được An miêu tả khoa học năm 1988.